# Sedlice, Prešov
Sedlice este o comună slovacă, aflată în districtul Prešov din regiunea Prešov, pe malul râului Sedlický potok⁠(d). Localitatea se află la altitudinea de 428 m deasupra n.m., se întinde pe o suprafață de 15,57 km2 și în 2017 număra 1.044 de locuitori.

## Istoric
Localitatea Sedlice este atestată documentar din 1329.

## Demografie
| An:                | 1994 | 2004   | 2014   | 2024    |
| ------------------ | ---- | ------ | ------ | ------- |
| Număr de persoane: | 1017 | 1040   | 1057   | 939     |
| Diferență:         |      | +2,26% | +1,63% | −11,16% |

| An:                | 2023 | 2024   |
| ------------------ | ---- | ------ |
| Număr de persoane: | 956  | 939    |
| Diferență:         |      | −1,77% |